# ناحية هير
ناحية هير (بالفارسية: بخش هیَر) هي ناحية في مقاطعة أردبيل، محافظة أردبيل، إيران. حسب إحصاء 2016، بلغ عدد سكان الناحية 19282 فردا في 5659 عائلة. بالناحية مدينة واحدة هي هير، وبها 3 مناطق ريفية هي قسم فولاد لوي الجنوبي الريفي وقسم فولاد لوي الشمالي الريفي وقسم هير الريفي.